# ミソフォニア
ミソフォニア（英語: misophonia, literally "hatred of sound"）、音嫌悪症（おとけんおしょう）とは、まれに診断される医学的な障害である。音の恐怖症とは区別される。原因は神経学的だと思われ、特定の音に対して否定的な感情（怒り、逃避反応、憎悪、嫌悪）が起こされる。音の大小とは無関係。ミソフォニアの名前はアメリカ人の神経学者Pawel JastreboffとMargaret Jastreboffに作り出され、「selective sound sensitivity syndrome」（選択的音感受性症候群）とも呼ばれる
ミソフォニアはDSM-5とICD-10においては解離性障害として分類されていないが、2003年には、アムステルダムのAcademic Medical Centerに所属している心理学者3人が診断基準を策定し、解離性障害としての扱いを提案した。
2013年に行われた、ミソフォニアとの関係について脳を調べた神経学的研究および、fMRIで行われた研究を対象にした検討が、異常あるいは機能不全な神経信号の評価が前帯状皮質と島皮質では行われるとの仮説を立てた。両皮質が怒り、痛みや他の感覚の情報を処理する中心地であり、トゥレット障害にも関与するとされている。他の研究者も機能不全が中枢神経系の構造部位に位置するとの仮説に同意している。位置が聴覚過敏に関連する位置よりも中心にあるとの仮説がある。
一方、ミソフォニアがむしろ古典的条件付けにより発展すると主張する研究者も数人いる。ミソフォニアを有症するとして治療された人の中、「active extinction」または反対条件付けを含めた治療プロトコルに肯定的に反応した人がいる。両プロセスが条件反射の減衰を可能にする。

## 症状
極めて強い不安と回避行動に発展することが多く、社交性の低下につながる可能性もある。見た、聞いたことを真似する衝動に駆られる患者もおり、真似することは無意識的で社交的な現象である。患者が自身の苦痛を和らげるために行うことがある。真似する行為により、思いや共感などを引き出すことで敵意や対抗意識、反感などを弱めたりすることができるという。
個人的に報告された、引き起こされる極端な感情は該当刺激に継続的に晒された人の皮膚伝導反応を計量することによって経験的に確認されている。皮膚伝導は開始2秒後から上がり始まり、終了まで上がり続けた。

## 有病率・共起有病
ミソフォニアの有病率は不明だが、有障害だと主張する団体からすると従来認められた程度より多い可能性がある。臨床的に有意な4〜5%の有症率である耳鳴りを持っている人の中では、60%位の有病率があると報告した調査があるが、一方、10%で計った2010年の研究結果もある。2014年に南フロリダ大学で行われた大学生を対象した研究では、500人程の参加者の中の20%がミソフォニアのような症状を呈した。ミソフォニアは鬱病性および不安障害（特に強迫性障害）と関係する可能性がある。
2013年に発表されたオランダで行われた患者42人の研究では強迫性パーソナリティ障害（52.4%）を除いて、併存する精神疾患の発生率が低いことが判明した。
ミソフォニアと共感覚が関係すると主張された事がある。共感覚は神経障害であり、症状は感覚系あるいは認知系伝導路における刺激が別の伝導路において自動的で不随意な経験を起こす。基本的な問題は様々な辺縁系の構造部位と聴覚皮質をつなげる連結における病理学的ゆがみがsound-emotion共感覚を起こすことだと考えられる。ミソフォニアと共感覚が同時にある人もいる。

## 治療方法
ミソフォニアの治療を報告する学術論文が少なく、その中で比較試験を含める件はない。最も広く適用される治療方法は患者の周りの環境に雑音を加える療法である。増加した雑音により反応を引き起こす音を聴くのが少なくなり、したがって反応も少なくなる人が多い。雑音を加える方法は音源発生器や、扇風機の使用、補聴器に似た耳掛型音源発生器により直接に耳に音を導入することはある。音源発生器を用いる治療プロトコルは2つある。
「Misophonia Management Protocol」は耳掛型音源発生器を用い、ミソフォニアを慢性疾患とした扱い方として6〜12週間の認知行動療法または類似の療法を推奨する。患者報告によると、この療法が平均的に認知したミソフォニアの程度を「重度」から「中等度」あるいは「中等度」から「軽度」に和らげる。追跡調査データはない。
2つ目のプロトコルは「Tinnitus Retraining Therapy」と呼ばれる。このプロトコルは耳掛型音源発生器、カウンセリングおよび 該当刺激への漸進的騒音を用いる。治療された182人患者の83%において、症状の重症度に有意で短期的な軽減を果たした発表された。
認知行動療法によってミソフォニアの成功的軽減を報告するケーススタディージャーナルの記事は2つある。1つは治療終了後の時点から4カ月後まで、社交に障害がないように症状が軽減させられた成人女性のケースである。もう1つは成功的に治療された未成年2人のケースだが、追跡調査データが提供されていない。
療法士が「Neural Repatterning Technique」と呼ぶ「counter-conditioning」療法を利用してミソフォニアの重症度を大幅に軽減したと報告するケーススタディーは2つある。この療法は1人もしくは1つの場面のみに対して数の少ない場合に引き起こしがある人にしか効力がない。
他の療法を利用した軽減の事例報告があるが、未だ論文審査のある記事がない。